# Bataille de Franklin
Guerre de Sécession
Batailles
Campagne de Franklin-Nashville
- Allatoona
- Decatur
- Johnsonville
- Columbia
- Spring Hill
- Franklin
- 3e Murfreesboro
- Nashville
- Anthony's Hill

La bataille de Franklin, ou seconde bataille de Franklin, est une bataille de la guerre de Sécession qui a lieu le 30 novembre 1864 à Franklin (Tennessee). Elle fait partie de la campagne de Franklin-Nashville et est un des plus sanglants échecs de l'armée confédérée, signant par là la disparition de la seconde armée des sudistes et rendant inévitable la victoire de l'Union.
L'armée du Tennessee (sudiste), commandée par le général J. B. Hood, attaque de front les positions fortifiées nordistes, sans résultat et au prix de lourdes pertes (6 252 hommes sur les 20 000 ayant participé à l'assaut, 14 généraux et 55 commandants de régiments). Cet affaiblissement de l'armée sudiste sera une des causes de son échec retentissant, deux semaines plus tard, à la bataille de Nashville.

## Le contexte
Après la chute d'Atlanta, l'armée sudiste reflue vers l'ouest. Pour contrer l'avance de Sherman, les sudistes imaginent de lancer une offensive dans le Tennessee, afin de s'emparer de Nashville, important centre de ravitaillement nordiste. Après s'être rééquipée grâce aux dépôts de Nashville et avoir recruté dans ce territoire sudiste, l'armée confédérée devait renforcer celle du général Lee, attaquer Washington et permettre la victoire de la Confédération.
Pour contrer le plan sudiste, Sherman a détaché deux de ses corps d'armée, le IVe et le XXIIIe, sous le commandement du général Schofield pendant que le général Thomas rassemblait d'autres troupes pour défendre Nashville.
Hood entame sa remontée vers le nord le 21 novembre. Devant lui, les forces nordistes de Schofield se retirent, sans pouvoir percer le rideau que les cavaliers de Nathan B. Forrest tendent devant les troupes de Hood. Pour éviter la réunion des forces nordistes avec celles de Nashville, ce dernier va chercher à accrocher Schofield et détruire son armée. Ces tentatives échoueront à Columbia, sur la Duck (24-26 novembre), puis à Spring Hill (29 novembre). Dans les deux cas, les nordistes réussissent à s'échapper plus au nord, vers Nashville.
La dernière chance pour Hood d'écraser son adversaire, avant qu'il ne puisse faire jonction avec les troupes de Thomas, est de le contraindre à se battre sur la rivière suivante, la Harpeth River, à Franklin.

## Les forces en présence

### Forces nordistes

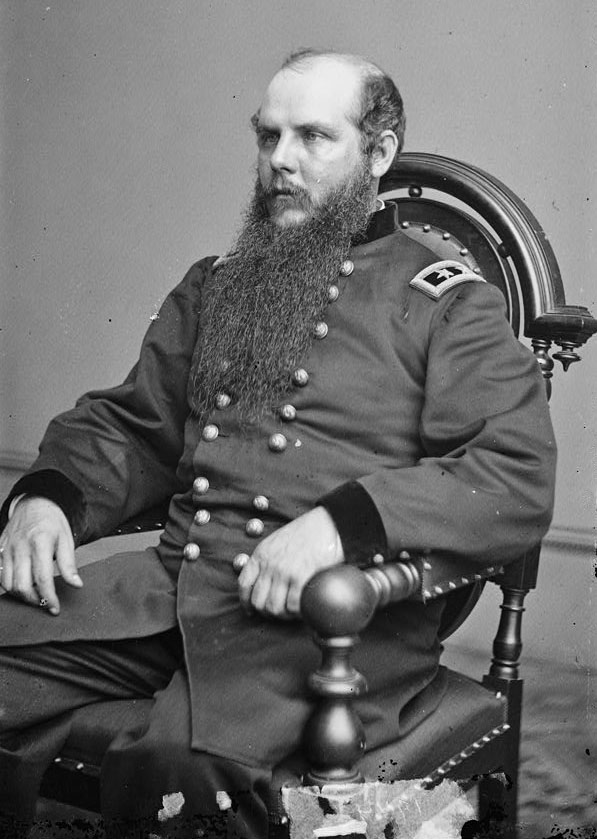
Le Major General John Schofield

Il s'agit des
- IVe Corps, issu de l'armée du Cumberland[note 2], commandé par le major general David S. Stanley,
- XXIIIe Corps, aussi connu sous le nom d'Armée de l'Ohio, commandé par le major general John Schofield,
- corps de cavalerie de Wilson.

Ces troupes alignent environ 27 000 hommes.

### Forces sudistes

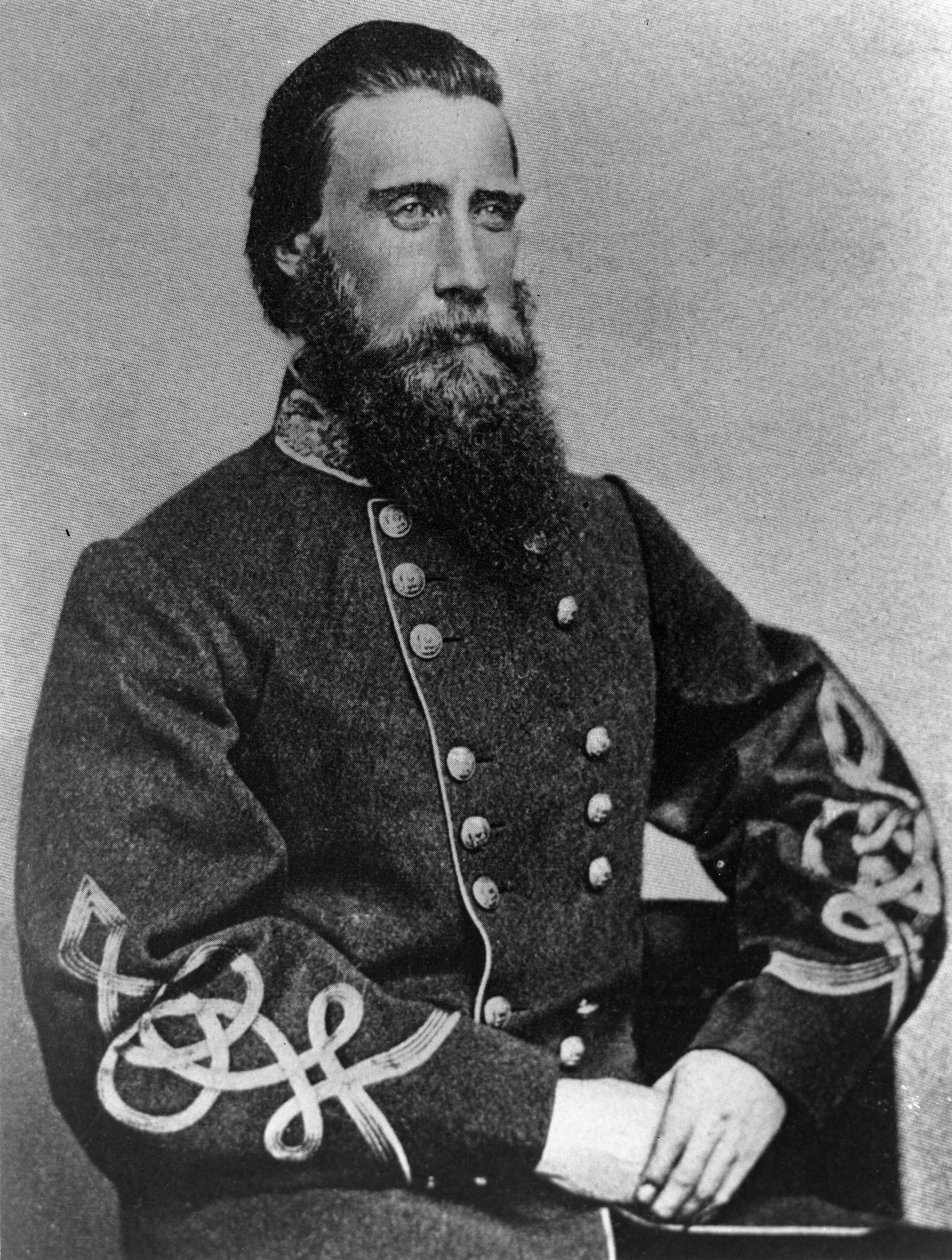
Le Lieutenant-general John Bell Hood

L'armée du Tennessee, sous les ordres du lieutenant général J. B. Hood, comprend 3 corps d'armée et un corps de cavalerie. En importance, c'est la deuxième armée de la Confédération. À Franklin, environ 27 000 hommes de cette armée seront engagés.
Le corps du major général Benjamin F. Cheatham est composé de 3 divisions; celui du lieutenant général Stephen D. Lee de 4 divisions ; celui du lieutenant général Alexander P. Stewart aligne aussi 3 divisions.
Le corps de cavalerie est placé sous les ordres du major général Nathan Bedford Forrest et regroupe 3 divisions.

## Préparatifs

### Plans des nordistes
L'avant-garde de Schofield atteint Franklin dans la nuit, vers 4h30, le 30 novembre, après une marche forcée depuis Spring Hill, au sud. Le brigadier général Jacob D. Cox, commandant temporairement le XXIIIe corps, fait renforcer et remettre en état par ses hommes les retranchements élevés un an auparavant et laissés depuis à l'abandon.
La décision de Schofield de se défendre dos à la rivière est plus due à l'absence d'équipages de pont pour permettre à ses troupes de passer sur l'autre rive qu'à une volonté de défendre la ville. Ces équipements avaient été abandonnés lors de la retraite par manque de moyens de transport ; ceux qui ont été réclamés à Thomas ne sont pas encore arrivés de Nashville. Schofield a besoin de temps pour rendre praticables, aux troupes et aux charrois, un pont de chemin de fer et les restes d'un pont pour chariots. Il donne l'ordre à ses sapeurs de jeter un plancher sur les rails pour permettre le passage des troupes et des chariots sur le premier pont, l'autre pont devant être remis en état. Ses unités du Train sont garées dans les rues adjacentes pour laisser disponible l'artère principale de la ville. Certaines passent à gué à proximité du pont en reconstruction. Dans l'après-midi, d'autres peuvent commencer à traverser sur deux ponts volants lancés sur la rivière. De la sorte, au début de la bataille, la quasi-totalité des chariots a passé la Harpeth et cheminent vers Nashville.
À la mi-journée, les positions nordistes sont en état. La ligne de défense de la ville trace une sorte de demi cercle du nord-ouest au sud-est. L'autre demi-cercle, au nord de la ville, est constitué par le méandre de la Harpeth. Dans le sens inverse des aiguilles d'une montre, on trouve successivement les divisions de Kimball (IVe corps), Ruger (XXIII corps) et Reilly (XXIII corps). Un passage reste ouvert au sud, au niveau de la route de Columbia (l'actuelle U.S. Route 31) pour permettre le passage des chariots. À cet endroit, et 200 pieds (60,96 m) en arrière, un retranchement a été créé, sous la forme d'un épaulement de terre et de rails destiné à barrer le passage sans être réellement une fortification de campagne. La batterie "A", du 1er d'artillerie du Kentucky renforce la défense de ce passage. Les fantassins du 44e Missouri ont aussi creusé, à l'ouest de cette position, une tranchée pour abriter leur position.

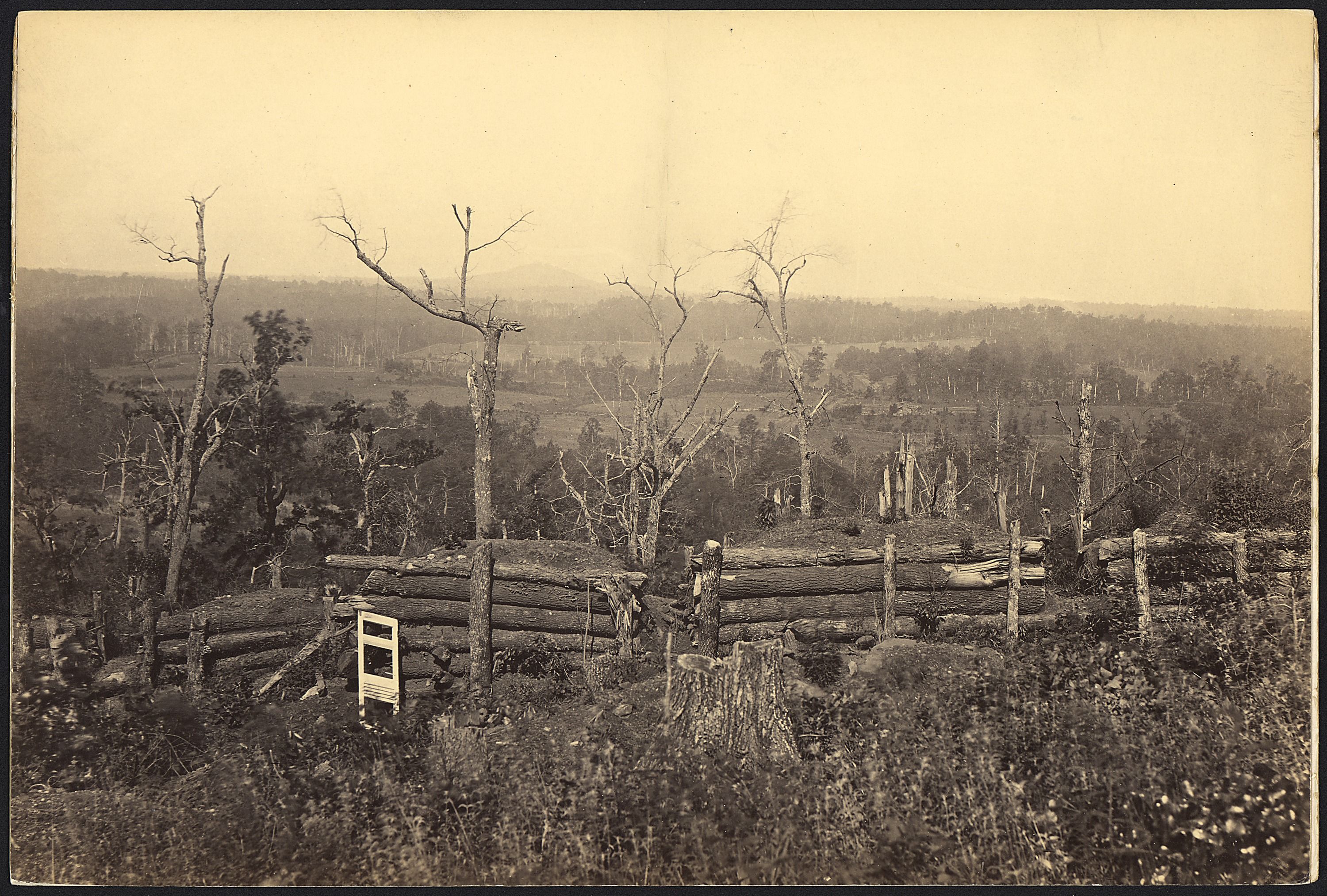
Type de fortification de campagne similaire à celles utilisées par les nordistes à Franklin (la vue serait côté nordiste). Le tronc d'arbre le plus haut est légèrement surélevé permettant aux défenseurs de tirer sans se montrer. De l'autre côté, un talus en terre.

La ligne de fortification de campagne sur la portion sud de la ligne fédérale forme un obstacle formidable. Un attaquant, après avoir parcouru près de 3 000 mètres en terrain découvert se retrouve devant une tranchée de 4 pieds de large et de 2-3 pieds de profondeur ; ensuite un obstacle de 4 pieds de haut sous la forme d'une barrière de troncs d'arbres recouverts de terre ; puis une nouvelle tranchée, dans laquelle se tiennent les défenseurs, lesquels pouvant tirer, abrités, sur les assaillants en utilisant l'espace laissé entre les deux troncs formant le haut de l'ouvrage.
La partie sud-est de la ligne nordiste est protégée par des abattis d'arbustes épineux quasiment impénétrables. Au centre de la ligne s'élève une construction, Carter House. Elle est utilisée par Cox et son Etat-Major. À l'est de la route venant du sud, se trouve un autre bâtiment dit "cotton gin", avec un redent construit à ses côtés. Pour sa part, Schofield a établi ses quartiers sur l'autre rive de la Harpeth, au nord de la ville sur la route de Nashville, à Alpheus Truett House ; mais il passera le plus clair de la bataille au Fort Granger, ouvrage bâti en 1863 et situé sur la rive droite, au nord-est de la ville.
800 mètres environ en avant de la ligne nordiste, deux brigades sont positionnées. La division Wagner a été la dernière à atteindre Franklin après Spring Hill et, après une brève halte à Winstead Hill avant que Hood n'arrive, son commandant ordonne à ses brigades, Opdycke, John Q. Lane et Joseph Conrad (remplaçant Luther Bradley blessé à Spring Hill) de creuser une position défensive sur ce terrain dégagé. Stanley a auparavant transmis l'ordre à Wagner de tenir Winstead Hill jusqu'à la nuit à moins que les sudistes n'exercent une pression trop forte ; il est possible que Wagner ait interprété cet ordre comme devant tenir une ligne au sud de la position principale. Opdycke considère que l'ordre de Wagner était ridicule et refuse d'obéir. Il conduit sa brigade jusqu'aux positions nordistes et se met en réserve au niveau du passage de la route de Columbia,
Pour contrer toute tentative de débordement par les sudistes, la division Wood (IVe corps) et toute la cavalerie de Wilson sont placées au nord de la Harpeth. Schofield a prévu de faire passer les ponts et marcher vers Nashville à son infanterie dès les 18h00 si Hood ne s'était pas montré d'ici là. À l'approche de Hood, Schofield estime que, comme à Columbia, son adversaire va simuler une attaque pour masquer une marche de flanc. Il ne pense pas Hood capable de lancer ses troupes directement à l'assaut des retranchements nordistes.

### Plans des sudistes

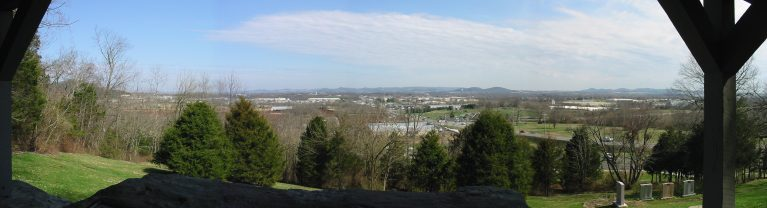
Vue des positions nordistes depuis Winstead Hill, QG de Hood (état actuel, 2004).

L'armée sudiste arrive sur Winstead Hill, 3 km au sud de Franklin, vers 13h00. Hood ordonne un assaut frontal des positions nordistes dans la lumière déclinante de cet après-midi. Cette décision surprend ses subordonnés. Nathan Bedford Forrest propose une alternative. Avec le concours d'une division d'infanterie pour assister sa cavalerie, il se fait fort de contourner les positions ennemies en moins d'une heure. Frank Cheatham dit à Hood : "Je n'aime pas l'aspect de ce combat ; l'ennemi tient une excellente position et est bien retranché". À cela, Hood rétorque qu'il vaut mieux combattre ici une force nordiste qui n'a eu que quelques heures pour s'organiser plutôt qu'à Nashville « où cela fait 3 ans qu'ils se fortifient ». Patrick Cleburne observe les fortifications ennemies, formidables, mais dit à son chef qu'il se rendra maitre de ces retranchements ou qu'il mourra en essayant. Un peu plus tard, il fait remarquer au général Daniel C. Govan : « Eh bien, Govan, si nous devons mourir, autant le faire comme des hommes ».
Certaines des relations de cette bataille affirment que c'est sous le coup de la colère contre son armée ayant laissé filer les nordistes à Spring Hill et pour la reprendre en main, que Hood aurait décidé cet assaut brusqué et risqué. Cependant, l'étude récente faite par Eric Jacobson montre que ce choix n'était pas militairement incohérent mais aussi que Hood est rapporté comme étant déterminé et non pas en colère au moment où il approche Franklin.
En faisant abstraction des motivations personnelles de Hood, son objectif est d'écraser Schofield avant qu'il ne réussisse à gagner Nashville. Il sait qu'une tentative de contournement, en passant à gué la Harpeth, pour se placer entre les nordistes et Nashville, prendra du temps et que le terrain ne permet pas de dissimuler ses mouvements, donnant à Schofield le temps nécessaire pour déjouer la manœuvre et s'échapper une fois de plus.
Les sudistes entament leur marche d'approche vers 16h00, avec le corps de Cheatham sur la gauche et celui de Stewart sur la droite. La division de Bate prend du retard dans sa mise en place en contournant Winstead Hill, ce qui retarde l'ensemble de l'armée. Hood divise la cavalerie de Forrest, mettant Chalmer à la gauche de son dispositif, Buford et Jackson de l'autre côté, couvrant Stewart et les gués sur la Harpeth. Le corps de Lee et la quasi-totalité de l'artillerie n'ont pas encore rejoint depuis Columbia. Hood aligne donc 20 000 hommes, faible nombre eu égard à la mission, avec la perspective de devoir traverser 3 km en terrain découvert avec deux uniques batteries d'artillerie en soutien, pour s'emparer de positions fortifiées.

## La bataille

### 1ertemps: l'approche sudiste

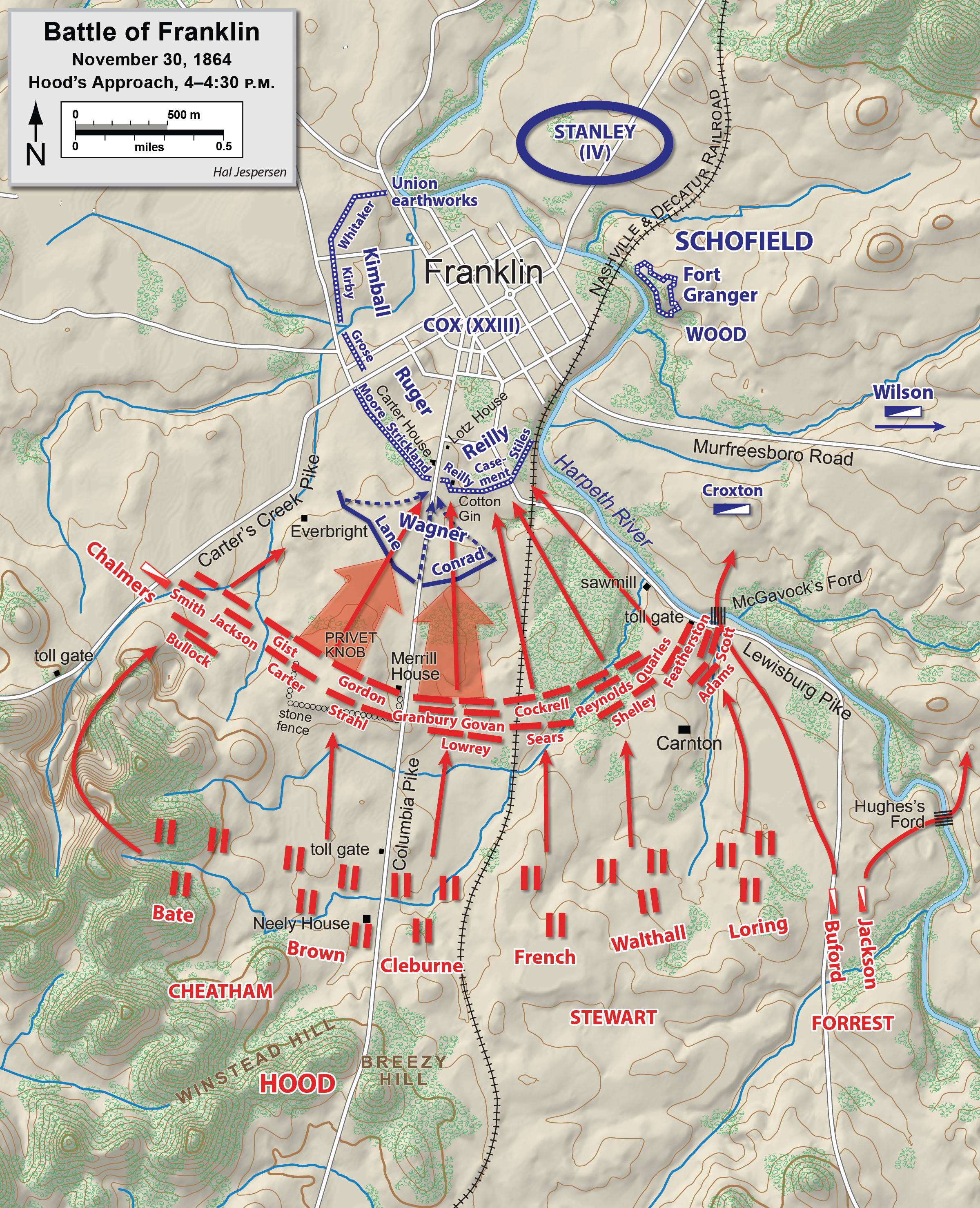
1er temps : approche sudiste et attaque contre les positions avancées nordistes
sudistes
nordistes

Elle débute vers 15h30 et les troupes sudistes se dirigent droit sur les retranchements nordistes. La route de Columbia étant grossièrement la limite entre les deux corps. Elles trouvent sur leur chemin deux brigades, Lane et Conrad, de la division Wagner qui n'ont d'autre protection que les retranchements qu'ils n'ont pas eu le temps de terminer. Ces 3 000 hommes essaient de s'opposer à l'avance confédérée mais, devant le nombre et l'enveloppement qui se précise sur leurs flancs, ils lâchent une seule salve, appuyée par le tir à mitraille de deux canons de la batterie G du 1er d'artillerie légère de l'Ohio, avant de décamper en direction de la ligne principale de défense nordiste. Ils laissent environ 700 des leurs aux mains des attaquants. Les fuyards sont suivis de près par les sudistes, ces derniers espérant arriver aux retranchements en même temps qu'eux pour profiter du fait que les défenseurs hésitent à tirer dans le tas.

### 2etemps: l'assaut

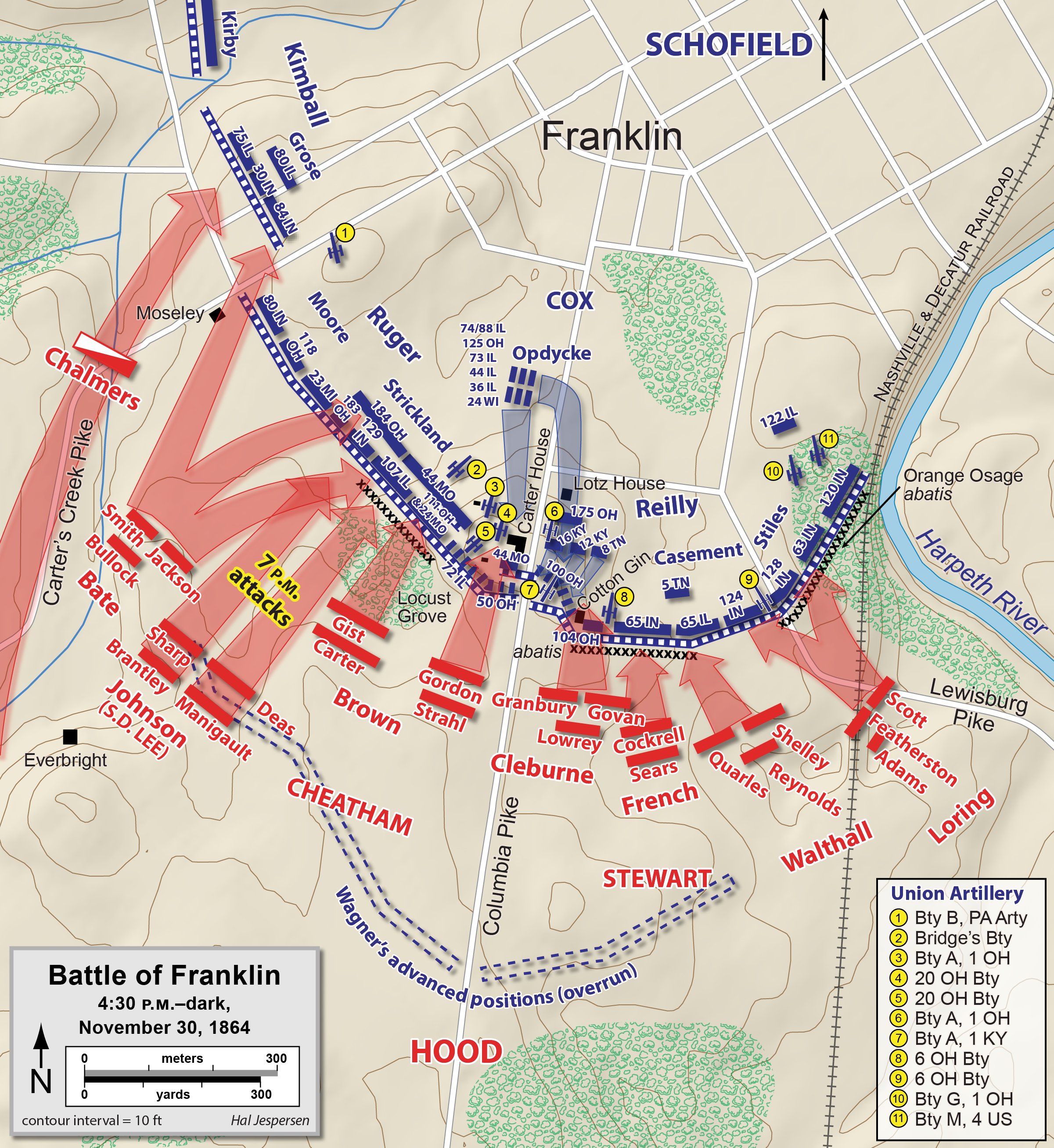
2e temps : l'assaut sudiste, 16h30 - 19h00.

- Au centre, la « charge de Pickett[note 8] de l'Ouest »

La route de Columbia, n'ayant pas été barrée, pour permettre jusqu'au dernier moment le passage de tous les convois nordistes en retraite, est un point faible du dispositif. Les troupes de la division Wagner, en fuite, se dirigent vers ce point et la partie des retranchements bordant la route. Les divisions sudistes Cleburne, Brown et French convergent vers ce point, mêlées ou sur les talons des nordistes. Elles réussissent à prendre pied sur les retranchements, repoussant le 100e Ohio (brigade Reilly) et la brigade Strickland qui recule jusqu'aux bâtiments de Carter House. À l'ouest de la route de Columbia, l'aile gauche du 72e Illinois est balayée et ce régiment recule jusqu'à l'emplacement du 183e Ohio. En quelques minutes, les assaillants se sont emparés d'une partie des retranchements nordistes sur une profondeur de 50 yards (45,72 m).
Pendant que les confédérés s'engouffrent dans la brèche, la brigade Opdycke, positionnée à 200 yards (182,88 m) au nord de Carter House et rangée en colonne, se déploie en ligne de bataille, barrant la route. Ils rencontrent une grande quantité de fuyards nordistes poursuivis par les confédérés. Opdycke lance sa brigade à la reconquête des positions perdues. Son chef de corps, Stanley, arrivé à ce moment sur les lieux, écrira plus tard :« Je vis Opdycke au centre de ses troupes les menant en avant. Je ne donnai au colonel aucun ordre, voyant qu'il faisait exactement ce qu'il fallait pour nous sauver et reprendre possession de notre position ». Stanley a par ailleurs son cheval tué sous lui et reçoit une balle au cou le mettant temporairement hors de combat.
Le mouvement en avant des troupes de Opdycke va entrainer celui d'autres régiments comme les 12e et 16e Kentucky et des rescapés des divisions Wagner et Strickland. Un furieux corps à corps va se dérouler aux abords de Carter House et de la route, à coups de baïonnette, de coups de crosse, d'outils de terrassement, de haches et de piques ; il a pour effet de combler la brèche par où les sudistes arrivaient.

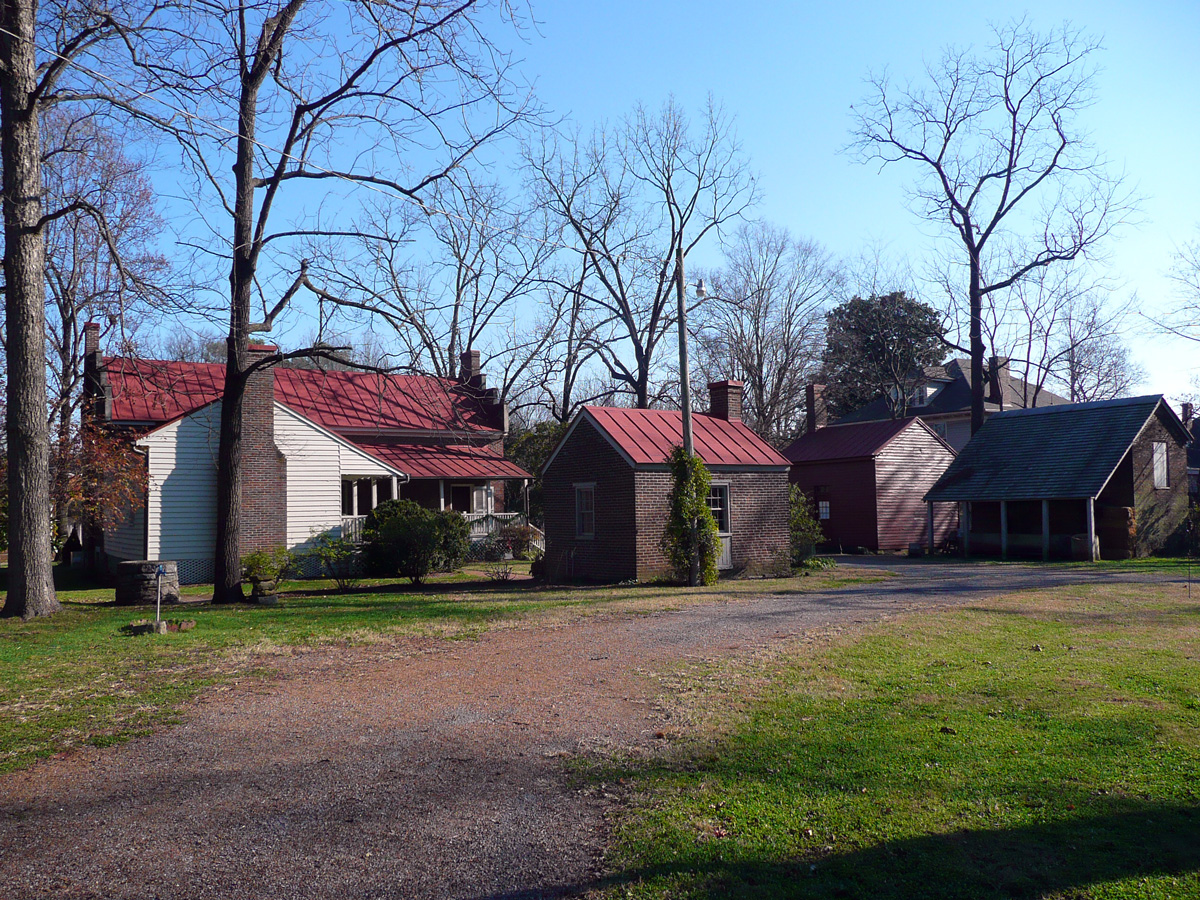
Carter House (à gauche) et les trois autres bâtiments existent toujours (photo de 2009). Les retranchements fédéraux étaient érigés juste au sud de la maison.

Dans les dernières lueurs du soleil couchant, la fusillade autour de Carter House et de ses dépendances va durer des heures. Une bonne partie de la division Brown est ainsi repoussée jusqu'au fossé du retranchement, la mettant dans l'impossibilité de contre attaquer ou de fuir. Chaque camp tirant par les embrasures ou par-dessus les parapets, à courte distance, pour essayer de déloger l'adversaire. Les sudistes essuient de lourdes pertes, à commencer par Brown lui-même (blessé) et ses quatre commandants de brigade (tués). La brigade Brown, commandée par George W. Gordon, avait infléchi sa marche durant l'approche et se retrouvait à l'est de la route de Columbia où se trouvait la division Cleburne. Leur attaque sur le "Cotton Gin" n'obtient aucun succès, incapables de s'emparer du retranchement et fusillés de flanc par la brigade de John S. Casement, à la droite de la division Reilly. Cleburne trouve la mort dans cette attaque. 14 de ses commandants de brigade ou de régiment sont aussi tués ou blessés.
L'une des raisons de cet échec est la présence de troupes nordistes équipées de fusils à répétition Spencer ou Henry. Près de Carter House, les 12e Kentucky et 65e Illinois alignaient 350 troupiers armés de fusils Henry à 16 coups (prédécesseur de la célèbre Winchester). Capables de tirer 10 coups à la minute, ils donnaient aux défenseurs une puissance de feu plusieurs fois supérieure à celle de soldats équipés du traditionnel fusil rayé chargé par la bouche.
- Sur la gauche nordiste

Pendant que les combats font rage au centre de la ligne nordiste, les troupes sudistes de Stewart avancent contre la gauche des fédéraux. La rivière Harpeth coulant à cet endroit du sud-est vers le nord-ouest, l'espace dévolu aux troupes diminue avec la conséquence de les obliger à se resserrer, nuisant à leur avance et à leur cohésion. La division Walthall se retrouve ainsi un moment devant celle de Cleburne. Elles offrent ainsi une cible excellente pour les canons nordistes, positionnés au niveau des retranchements ou au Fort Granger sur l'autre rive. Les abattis d'arbustes épineux se révèlent aussi un obstacle redoutable.
La division Loring lance deux attaques contre la partie de la ligne nordiste défendue par la brigade Stiles. Elles sont repoussées avec de lourdes pertes. Des canons, tirant à mitraille, prennent en enfilade la ligne de chemin de fer, interdisant toute tentative de débordement par les confédérés. Le brigadier John Adams veut entraîner ses régiments en lançant son cheval sur le retranchement. Il y trouve la mort en cherchant à saisir un drapeau du 65e Illinois, abattu en même temps que son cheval. La brigade Featherston commence à reculer sous un feu meurtrier quand Loring s'écrie : « Grand Dieu ! Est-ce que je commanderai des couards ? ». Cherchant à remotiver ses troupes, il reste, sur son cheval, pendant plus d'une minute sous le feu nordiste, ayant la chance d'en sortir indemne mais la brigade reste clouée au sol.
La division Walthall, en partie mélangée avec celle de Loring à cause du manque de place monte plusieurs fois, peut-être six, à l'assaut des positions tenues par les brigades Casement et Reilly pour être à chaque fois repoussée avec de lourdes pertes. La brigade Qarles réussit à franchir les abattis d'épineux mais est clouée au sol à la base du retranchement par de meurtriers feux croisés. Qarles reçoit une balle au bras gauche et à la fin de la bataille l'officier le plus gradé de sa brigade est un capitaine.
- Sur la droite nordiste

La division Bate, dirigée contre la droite du dispositif nordiste a une longue marche d'approche à effectuer et ne commence son attaque qu'avec la venue de la nuit. Elle repousse les tirailleurs fédéraux et dépasse Everbright Mansion, maison de Rebecca Bostick. Cependant, le flanc gauche de la division sudiste n'est pas couvert par les cavaliers de Chalmers et est soumis à des tirs de flanc. Bate utilise la brigade Bullock, en réserve, pour sécuriser son flanc gauche. En conséquence, non seulement ce déplacement retarde un peu plus l'attaque, mais il fait que l'assaut des fortifications nordistes ne sera fait que sur une seule ligne, sans troupes de réserve. Chalmers n'est cependant pas inactif et a engagé l'extrémité du dispositif nordiste. Ses cavaliers combattent à pied. Il est trop éloigné de Bate pour que celui-ci puisse l'apercevoir, à cause de vergers et d'ondulations de terrain. Ni Bate ni Chalmers n'arrivent à progresser et ils finissent par reculer.
- Dernière offensive sudiste contre le centre

Hood, qui dirige l'action depuis le sommet de la colline de Winstead Hill, au sud de Franklin, pense toujours être en mesure de percer les lignes nordistes. Vers 19 heures, il déploie la division Johnson, la seule du corps de Stephen D. Lee qui soit arrivée, pour soutenir Cheatham. Elle progresse vers le nord, sur la gauche de la route de Columbia, mais l'obscurité, l'impossibilité pour Cheatham de lui fournir des guides et la crainte de tirer sur des unités sudistes déjà engagées devant elle, la gênent considérablement. L'attaque de la ligne nordiste se fait sans cohésion et est repoussée avec de lourdes pertes.

### Les actions de cavalerie

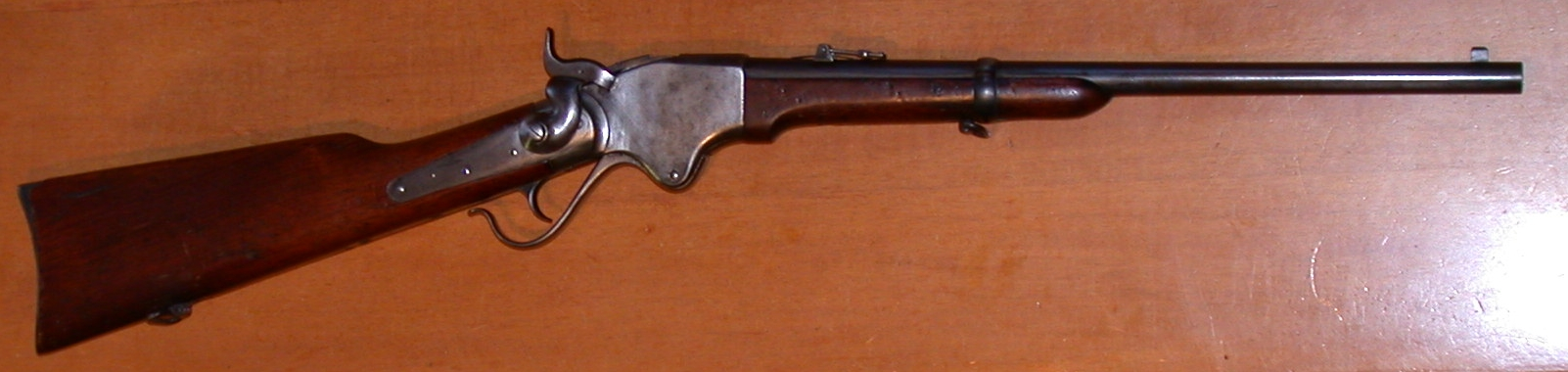
La carabine à répétition Spencer.

Elles se déroulent sur la rive droite de la Harpeth. Forrest conserve avec lui les divisions Buford et Jackson, sur l'aile droite du dispositif sudiste. La troisième division, celle de Chalmers, est sur l'aile gauche sudiste. Forrest passe la rivière au gué de Hughes Ford, 3 milles (4,8 km) en amont de Franklin. Informé à 15 heures, le commandant de la cavalerie fédérale, James H. Wilson, envoie la division de cavalerie Hatch, stationnée au niveau de la route de Brentwood, barrer la route aux cavaliers sudistes. Il envoie aussi la brigade Croxton sur le flanc de Forrest, gardant la brigade du colonel Thomas J. Harrison en réserve. Les sudistes, comme les hommes de Hatch combattent à pied. Pris aussi de flanc par les cavaliers de Croxton dont un certain nombre sont équipés de carabines à répétition Spencer, les sudistes se replient. Wilson est particulièrement satisfait de la conduite de ses troupes ; c'est la première fois depuis le début du conflit que la cavalerie nordiste prend l'avantage sur les cavaliers de Forrest, en étant, de surcroit, inférieure en nombre.

## Les conséquences

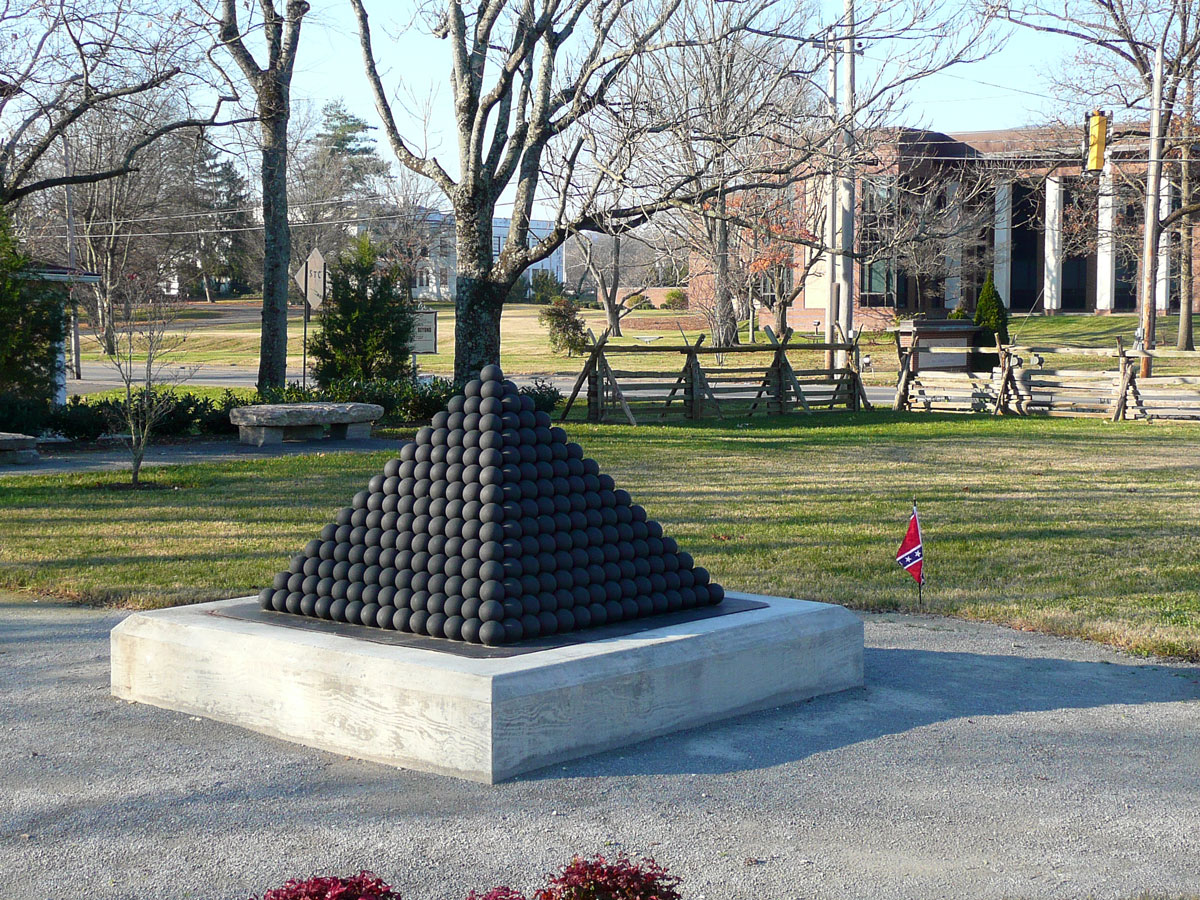
Le monument à la mémoire du général Cleburne, tué à Franklin.

Après l'échec de l'attaque de Johnson, Hood met fin aux attaques et commence à préparer ses plans pour une reprise des combats au matin. Côté nordiste, Schofield ordonne à ses troupes de passer sur l'autre rive de la Harpeth, mouvement qui débute à 23 heures ; il néglige l'avis de Cox qui estimait que la retraite ne s'imposait plus, vu les pertes subies par les sudistes qui pourraient être contre attaqués avec succès au matin. Schofield suit les ordres qu'il a reçus de Thomas et cherche à gagner Nashville. Le retrait est risqué mais l'armée sudiste reste inactive pendant l'opération. L'armée nordiste fait son entrée dans la place fortifiée de Nashville vers midi, le 1er décembre.
L'armée du Tennessee reste donc maître du champ de bataille mais son adversaire s'est échappé. Une nouvelle fois, Hood n'a pas pu empêcher la jonction des armées nordistes. Et cet échec est particulièrement coûteux. Les confédérés comptent 6 252 pertes, 1 750 tués et 3 800 blessés. 2 000 autres sont plus légèrement atteints et regagnent leurs unités les jours suivants. Les pertes sont particulièrement criantes au niveau des commandants d'unités. Quatorze généraux manquent (six tués ou mortellement blessés, sept autres blessés et un dernier tombé aux mains des fédéraux). 55 commandants de régiments sont aussi portés manquants.
Les pertes nordistes décomptées donnent 189 tués, 1 033 blessés et 1 104 disparus. Il est possible que ce bilan soit sous-estimé à cause de la confusion amenée par l'évacuation en pleine nuit de Franklin. Les blessés nordistes sont laissés sur place. Nombre des prisonniers, y compris les blessés et le personnel médical laissés avec eux, seront récupérés quand les troupes fédérales réoccupent Franklin, le 18 décembre.
L'armée du Tennessee n'est pas détruite à Franklin mais bien affaiblie. Néanmoins, plutôt que de battre en retraite et risquer une dissolution de son armée par le fait des désertions, Hood lance ses 26 500 hommes sur les troupes nordistes maintenant réunies, fermement retranchées à Nashville et commandées par Thomas. Hood, comme P.G.T. Beauregard, commandant du Département militaire, réclament des renforts mais aucun n'est disponible. Fortement inférieur en effectifs et livré aux rigueurs de l'hiver, Hood subit l'assaut des troupes de Thomas les 15-16 décembre. Sa défaite est sans appel et il retraite vers le Mississippi avec moins de 20 000 hommes. L'armée du Tennessee ne redeviendra plus une force utilisable et Hood ne retrouvera plus de commandement.
Dans son ouvrage, James M. McPherson écrit : « ayant prouvé, à la satisfaction de Hood, qu'elle était capable de se lancer à l'assaut de fortifications, l'Armée du Tennessee s'était brisée au point de ne plus être en mesure de recommencer ». De son côté, David J. Eicher écrit que Hood « avait en réalité mortellement blessé son armée à Franklin ».